# Sherlock Holmes (phim 2009)
Sherlock Holmes là một phim điện ảnh hành động ly kỳ cổ trang năm 2009 dựa trên nhân vật cùng tên do Sir Arthur Conan Doyle sáng tạo. Phim do Guy Ritchie đạo diễn và sản xuất bởi Joel Silver, Lionel Wigram, Susan Downey và Dan Lin. Kịch bản phim được chắp bút bởi Michael Robert Johnson, Anthony Peckham và Simon Kinberg, phát triển từ đầu truyện của Wigram và Johnson. Diễn viên Robert Downey Jr. thủ vai Sherlock Holmes, trong khi Jude Law thủ vai Bác sĩ Watson
Sherlock Holmes nhận được đa số những phản ứng đón nhận tích cực, với sự khen ngợi cho câu chuyện, chuỗi hành động, thiết kế hiện trường, thiết kế phục trang, nhạc nền của Hans Zimmer và màn trình diễn của Downey trong vai nhân vật chính; vai diễn này cũng giúp Downey giành chiến thắng giải Quả cầu vàng cho nam diễn viên phim ca nhạc hoặc phim hài xuất sắc nhất. Phim cũng nhận được hai đề cử Oscar cho nhạc phim hay nhất và thiết kế sản xuất xuất sắc nhất.
Phần tiếp theo của phim có tựa đề, Sherlock Holmes: Trò chơi của bóng đêm được phát hành vào ngày 16 tháng 12 năm 2011 và phần ba dự kiến ra rạp vào tháng 9 năm 2020.